# Escobero de Narbaiza
Escobero de Narbaiza es un cortometraje dirigido por Pello Varela estrenado en 1985.

## Premios
- Premio Especial de la Diputación.
- Mención Especial en el Certamen de Zestoa.

- Datos: Q5837671